# Червена горска мравка
Червената горска мравка (Formica rufa) е вид насекомо от семейство Мравки (Formicidae).

## Разпространение
Видът е разпространен в Австрия, Беларус, Белгия, България, Великобритания, Германия, Дания, Естония, Испания, Италия, Латвия, Литва, Люксембург, Молдова, Нидерландия, Норвегия, Полша, Румъния, Русия, Словакия, Сърбия, Турция, Узбекистан, Украйна, Унгария, Финландия, Франция, Черна гора, Чехия, Швейцария и Швеция.